# Spanje op het Europees kampioenschap voetbal 2020
Spanje was een van de deelnemende landen aan het Europees kampioenschap voetbal 2020. Het was de elfde deelname voor het land. Luis Enrique was de bondscoach. Spanje werd uitgeschakeld in de halve finale tegen Italië na strafschoppen.

## Kwalificatie

### Kwalificatieduels
|                                                |                              |         |                 |                                                                                  |
| 23 maart 2019 «onderlinge duels» 20.45 (UTC+1) | Spanje                       | 2 − 1   | Noorwegen       | Estadio Mestalla, Valencia Toeschouwers: 39.752 Scheidsrechter: Andris Treimanis |
| 23 maart 2019 «onderlinge duels» 20.45 (UTC+1) | Rodrigo 16' Ramos 71' (pen.) | Verslag | 65' (pen.) King | Estadio Mestalla, Valencia Toeschouwers: 39.752 Scheidsrechter: Andris Treimanis |

|                                                |       |         |                 |                                                                              |
| 26 maart 2019 «onderlinge duels» 20.45 (UTC+1) | Malta | 0 − 2   | Spanje          | Ta' Qalistadion, Ta' Qali Toeschouwers: 16.542 Scheidsrechter: Andrew Dallas |
| 26 maart 2019 «onderlinge duels» 20.45 (UTC+1) |       | Verslag | 31', 73' Morata | Ta' Qalistadion, Ta' Qali Toeschouwers: 16.542 Scheidsrechter: Andrew Dallas |

|                                              |           |         |                                                 |                                                                      |
| 7 juni 2019 «onderlinge duels» 19.45 (UTC+1) | Faeröer   | 1 − 4   | Spanje                                          | Tórsvøllur, Tórshavn Toeschouwers: 3.226 Scheidsrechter: Enea Jorgji |
| 7 juni 2019 «onderlinge duels» 19.45 (UTC+1) | Olsen 30' | Verslag | 6' Ramos 19' Navas 34' (e.d.) Gestsson 71' Gayà | Tórsvøllur, Tórshavn Toeschouwers: 3.226 Scheidsrechter: Enea Jorgji |

|                                               |                                                  |         |        |                                                                                       |
| 10 juni 2019 «onderlinge duels» 20.45 (UTC+2) | Spanje                                           | 3 − 0   | Zweden | Estadio Santiago Bernabéu, Madrid Toeschouwers: 72.205 Scheidsrechter: William Collum |
| 10 juni 2019 «onderlinge duels» 20.45 (UTC+2) | Ramos 64' (pen.) Morata 85' (pen.) Oyarzabal 87' | Verslag |        | Estadio Santiago Bernabéu, Madrid Toeschouwers: 72.205 Scheidsrechter: William Collum |

|                                                   |            |         |                                           |                                                                               |
| 5 september 2019 «onderlinge duels» 21.45 (UTC+3) | Roemenië   | 1 − 2   | Spanje                                    | Arena Națională, Boekarest Toeschouwers: 50.024 Scheidsrechter: Deniz Aytekin |
| 5 september 2019 «onderlinge duels» 21.45 (UTC+3) | Andone 59' | Verslag | 29' (pen.) Ramos 47' Alcácer 79' Llorente | Arena Națională, Boekarest Toeschouwers: 50.024 Scheidsrechter: Deniz Aytekin |

|                                                   |                                     |         |         |                                                                          |
| 8 september 2019 «onderlinge duels» 20.45 (UTC+2) | Spanje                              | 4 − 0   | Faeröer | El Molinón, Gijón Toeschouwers: 23.644 Scheidsrechter: Krzysztof Jakubik |
| 8 september 2019 «onderlinge duels» 20.45 (UTC+2) | Rodrigo 13', 50' Alcácer 90', 90+3' | Verslag |         | El Molinón, Gijón Toeschouwers: 23.644 Scheidsrechter: Krzysztof Jakubik |

|                                                  |                   |         |          |                                                                           |
| 12 oktober 2019 «onderlinge duels» 20.45 (UTC+2) | Noorwegen         | 1 − 1   | Spanje   | Ullevaalstadion, Oslo Toeschouwers: 25.200 Scheidsrechter: Michael Oliver |
| 12 oktober 2019 «onderlinge duels» 20.45 (UTC+2) | King 90+4' (pen.) | Verslag | 47' Saúl | Ullevaalstadion, Oslo Toeschouwers: 25.200 Scheidsrechter: Michael Oliver |

|                                                  |          |         |               |                                                                          |
| 15 oktober 2019 «onderlinge duels» 20.45 (UTC+2) | Zweden   | 1 − 1   | Spanje        | Friends Arena, Solna Toeschouwers: 49.712 Scheidsrechter: Clément Turpin |
| 15 oktober 2019 «onderlinge duels» 20.45 (UTC+2) | Berg 50' | Verslag | 90+2' Rodrigo | Friends Arena, Solna Toeschouwers: 49.712 Scheidsrechter: Clément Turpin |

|                                                   |                                                                             |         |       |                                                                                     |
| 15 november 2019 «onderlinge duels» 20.45 (UTC+1) | Spanje                                                                      | 7 − 0   | Malta | Estadio Ramón de Carranza, Cádiz Toeschouwers: 19.773 Scheidsrechter: Viktor Kassai |
| 15 november 2019 «onderlinge duels» 20.45 (UTC+1) | Morata 23' Cazorla 41' Torres 62' Sarabia 63' Olmo 69' Gerard 71' Navas 85' | Verslag |       | Estadio Ramón de Carranza, Cádiz Toeschouwers: 19.773 Scheidsrechter: Viktor Kassai |

|                                                   |                                                            |         |          |                                                                                            |
| 18 november 2019 «onderlinge duels» 20.45 (UTC+1) | Spanje                                                     | 5 − 0   | Roemenië | Estadio Wanda Metropolitano, Madrid Toeschouwers: 36.198 Scheidsrechter: Aleksej Koelbakov |
| 18 november 2019 «onderlinge duels» 20.45 (UTC+1) | Fabián 8' Gerard 33', 43' Rus 45+1' (e.d.) Oyarzabal 90+2' | Verslag |          | Estadio Wanda Metropolitano, Madrid Toeschouwers: 36.198 Scheidsrechter: Aleksej Koelbakov |

### Eindstand groep F
| Nr. | Land      | GW | W | G | V | DV | DT | DS  | Ptn |
| --- | --------- | -- | - | - | - | -- | -- | --- | --- |
| 1   | Spanje    | 10 | 8 | 2 | 0 | 31 | 5  | +26 | 26  |
| 2   | Zweden    | 10 | 6 | 3 | 1 | 23 | 9  | +14 | 21  |
| 3   | Noorwegen | 10 | 4 | 5 | 1 | 19 | 11 | +8  | 17  |
| 4   | Roemenië  | 10 | 4 | 2 | 6 | 17 | 15 | +2  | 14  |
| 5   | Faeröer   | 10 | 1 | 0 | 9 | 4  | 30 | -26 | 3   |
| 6   | Malta     | 10 | 1 | 0 | 9 | 3  | 27 | -24 | 3   |

## EK-voorbereiding

### Wedstrijden
|                                              |        |       |          |                                                                                       |
| 4 juni 2021 «onderlinge duels» 19:30 (UTC+2) | Spanje | 0 – 0 | Portugal | Estadio Wanda Metropolitano, Madrid Toeschouwers: 14.743 Scheidsrechter: Craig Pawson |
| 4 juni 2021 «onderlinge duels» 19:30 (UTC+2) |        |       |          | Estadio Wanda Metropolitano, Madrid Toeschouwers: 14.743 Scheidsrechter: Craig Pawson |

|                                              |                                             |       |          |                                                                      |
| 8 juni 2021 «onderlinge duels» 20:45 (UTC+2) | Spanje                                      | 4 – 0 | Litouwen | Estadio Municipal de Butarque, Leganés Scheidsrechter: Willy Delajod |
| 8 juni 2021 «onderlinge duels» 20:45 (UTC+2) | Guillamón 3' Díaz 24' Miranda 53' Puado 72' |       |          | Estadio Municipal de Butarque, Leganés Scheidsrechter: Willy Delajod |

## Het Europees kampioenschap
De loting vond plaats op 30 november 2019 in Boekarest. Spanje werd ondergebracht in groep E, samen met Zweden, Polen en Slowakije.

### Uitrustingen
Sportmerk: adidas
| Thuis | Uit | Doelman |

### Selectie en statistieken
| Nr. | Naam                 | Geboortedatum | GW |   |   |   |   |   |   | Club                    | Positie(s) |
| --- | -------------------- | ------------- | -- | - | - | - | - | - | - | ----------------------- | ---------- |
| 1   | David de Gea         | 07-11-1990    | 0  | 0 | 0 | 0 | 0 | 0 | 0 | Manchester United       | GK         |
| 2   | César Azpilicueta    | 28-08-1989    | 4  | 1 | 0 | 0 | 0 | 0 | 2 | Chelsea FC              | RB         |
| 3   | Diego Llorente       | 16-08-1993    | 0  | 0 | 0 | 0 | 0 | 0 | 0 | Leeds United            | CB         |
| 4   | Pau Francisco Torres | 16-01-1997    | 6  | 0 | 1 | 0 | 0 | 3 | 1 | Villarreal CF           | CB         |
| 5   | Sergio Busquets      | 16-07-1988    | 4  | 0 | 2 | 0 | 0 | 0 | 2 | FC Barcelona            | DM         |
| 6   | Marcos Llorente      | 30-01-1995    | 4  | 0 | 0 | 0 | 0 | 2 | 0 | Atlético Madrid         | CM         |
| 7   | Álvaro Morata        | 23-10-1992    | 6  | 3 | 0 | 0 | 0 | 1 | 4 | Juventus FC             | CF         |
| 8   | Koke                 | 08-01-1992    | 6  | 0 | 0 | 0 | 0 | 0 | 5 | Atlético Madrid         | AM         |
| 9   | Gerard Moreno        | 07-04-1992    | 5  | 0 | 0 | 0 | 0 | 3 | 2 | Villarreal CF           | CF         |
| 10  | Thiago Alcántara     | 11-04-1991    | 4  | 0 | 0 | 0 | 0 | 4 | 0 | Liverpool FC            | CM         |
| 11  | Ferran Torres        | 29-02-2000    | 6  | 2 | 0 | 0 | 0 | 2 | 3 | Manchester City         | RW         |
| 12  | Eric García          | 09-01-2001    | 3  | 0 | 0 | 0 | 0 | 0 | 3 | Manchester City         | CB         |
| 13  | Robert Sánchez       | 18-11-1997    | 0  | 0 | 0 | 0 | 0 | 0 | 0 | Brighton & Hove Albion  | GK         |
| 14  | José Gayà            | 25-05-1995    | 1  | 0 | 0 | 0 | 0 | 0 | 1 | Valencia CF             | LB         |
| 16  | Rodrigo Hernández    | 22-06-1996    | 5  | 0 | 1 | 0 | 0 | 3 | 1 | Manchester City         | DM         |
| 17  | Fabián Ruiz          | 03-04-1996    | 3  | 0 | 0 | 0 | 0 | 2 | 0 | SSC Napoli              | CM         |
| 18  | Jordi Alba           | 21-03-1989    | 6  | 0 | 1 | 0 | 0 | 1 | 0 | FC Barcelona            | LB         |
| 19  | Dani Olmo            | 07-05-1998    | 5  | 0 | 0 | 0 | 0 | 2 | 2 | RB Leipzig              | AM         |
| 20  | Adama Traoré         | 25-01-1996    | 1  | 0 | 0 | 0 | 0 | 1 | 0 | Wolverhampton Wanderers | RW         |
| 21  | Mikel Oyarzabal      | 21-04-1997    | 6  | 1 | 0 | 0 | 0 | 5 | 1 | Real Sociedad           | LW         |
| 22  | Pablo Sarabia        | 11-05-1992    | 5  | 2 | 0 | 0 | 0 | 2 | 2 | Paris Saint-Germain     | RW, AM     |
| 23  | Unai Simón           | 11-06-1997    | 6  | 0 | 0 | 0 | 0 | 0 | 0 | Athletic Bilbao         | GK         |
| 24  | Aymeric Laporte      | 27-05-1994    | 6  | 1 | 1 | 0 | 0 | 0 | 0 | Manchester City         | CB         |
| 26  | Pedri                | 25-11-2002    | 6  | 0 | 0 | 0 | 0 | 0 | 1 | FC Barcelona            | AM         |

### Wedstrijden
| Nr. | Land      | GW | W | G | V | DV | DT | DS | Ptn |
| --- | --------- | -- | - | - | - | -- | -- | -- | --- |
| 1   | Zweden    | 3  | 2 | 1 | 0 | 4  | 2  | +2 | 7   |
| 2   | Spanje    | 3  | 1 | 2 | 0 | 6  | 1  | +5 | 5   |
| 3   | Slowakije | 3  | 1 | 0 | 2 | 2  | 7  | -5 | 3   |
| 4   | Polen     | 3  | 0 | 1 | 2 | 4  | 6  | -2 | 1   |

#### Groepsfase
|                                               |        |       |        |                                                                                   |
| 14 juni 2021 «onderlinge duels» 21:00 (UTC+2) | Spanje | 0 – 0 | Zweden | Estadio de La Cartuja, Sevilla Toeschouwers: 10.559 Scheidsrechter: Slavko Vinčić |
| 14 juni 2021 «onderlinge duels» 21:00 (UTC+2) |        |       |        | Estadio de La Cartuja, Sevilla Toeschouwers: 10.559 Scheidsrechter: Slavko Vinčić |

|                                               |            |       |                 |                                                                                    |
| 19 juni 2021 «onderlinge duels» 21:00 (UTC+2) | Spanje     | 1 – 1 | Polen           | Estadio de La Cartuja, Sevilla Toeschouwers: 11.732 Scheidsrechter: Daniele Orsato |
| 19 juni 2021 «onderlinge duels» 21:00 (UTC+2) | Morata 25' |       | 54' Lewandowski | Estadio de La Cartuja, Sevilla Toeschouwers: 11.732 Scheidsrechter: Daniele Orsato |

|                                               |           |                                                                              |        |                                                                                   |
| 23 juni 2021 «onderlinge duels» 18:00 (UTC+2) | Slowakije | 0 – 5                                                                        | Spanje | Estadio de La Cartuja, Sevilla Toeschouwers: 11.204 Scheidsrechter: Björn Kuipers |
| 23 juni 2021 «onderlinge duels» 18:00 (UTC+2) |           | 30' (e.d.) Dúbravka 45+3' Laporte 56' Sarabia 67' F. Torres 71' (e.d.) Kucka |        | Estadio de La Cartuja, Sevilla Toeschouwers: 11.204 Scheidsrechter: Björn Kuipers |

#### Achtste finale
|                                               |                                          |              |                                                                      |                                                                      |
| 28 juni 2021 «onderlinge duels» 18:00 (UTC+2) | Kroatië                                  | 3 – 5 (n.v.) | Spanje                                                               | Parken, Kopenhagen Toeschouwers: 22.771 Scheidsrechter: Cüneyt Çakır |
| 28 juni 2021 «onderlinge duels» 18:00 (UTC+2) | Pedri 20' (e.d.) Oršić 85' Pašalić 90+2' |              | 38' Sarabia 57' Azpilicueta 77' F. Torres 100' Morata 103' Oyarzabal | Parken, Kopenhagen Toeschouwers: 22.771 Scheidsrechter: Cüneyt Çakır |

#### Kwartfinale
|                                              |                                |              |                                      |                                                                                        |
| 2 juli 2021 «onderlinge duels» 19:00 (UTC+3) | Zwitserland                    | 1 – 1 (n.v.) | Spanje                               | Krestovskistadion, Sint-Petersburg Toeschouwers: 24.764 Scheidsrechter: Michael Oliver |
| 2 juli 2021 «onderlinge duels» 19:00 (UTC+3) | Shaqiri 68' Freuler 77'        |              | 8' (e.d.) Zakaria                    | Krestovskistadion, Sint-Petersburg Toeschouwers: 24.764 Scheidsrechter: Michael Oliver |
| 2 juli 2021 «onderlinge duels» 19:00 (UTC+3) | Strafschoppen                  |              |                                      | Krestovskistadion, Sint-Petersburg Toeschouwers: 24.764 Scheidsrechter: Michael Oliver |
| 2 juli 2021 «onderlinge duels» 19:00 (UTC+3) | Gavranović Schär Akanji Vargas | 1 – 3        | Busquets Olmo Rodri Gerard Oyarzabal | Krestovskistadion, Sint-Petersburg Toeschouwers: 24.764 Scheidsrechter: Michael Oliver |

#### Halve finale
|                                              |                                                 |              |                           |                                                                          |
| 6 juli 2021 «onderlinge duels» 20:00 (UTC+1) | Italië                                          | 1 – 1 (n.v.) | Spanje                    | Wembley Stadium, Londen Toeschouwers: 57.811 Scheidsrechter: Felix Brych |
| 6 juli 2021 «onderlinge duels» 20:00 (UTC+1) | Chiesa 60'                                      |              | 80' Morata                | Wembley Stadium, Londen Toeschouwers: 57.811 Scheidsrechter: Felix Brych |
| 6 juli 2021 «onderlinge duels» 20:00 (UTC+1) | Strafschoppen                                   |              |                           | Wembley Stadium, Londen Toeschouwers: 57.811 Scheidsrechter: Felix Brych |
| 6 juli 2021 «onderlinge duels» 20:00 (UTC+1) | Locatelli Belotti Bonucci Bernardeschi Jorginho | 4 – 2        | Olmo Gerard Thiago Morata | Wembley Stadium, Londen Toeschouwers: 57.811 Scheidsrechter: Felix Brych |

RFEF · A-internationals · Selecties · Bondscoaches · Spaans vrouwenelftal · Olympisch elftal · Spanje U21 · Spanje U20 · Spanje U19 · Spanje U18 · Spanje U17 · Spanje U16 · Vrouwen U17
1920 – 1929 ·
1930 – 1939 ·
1940 – 1949 ·
1950 – 1959 ·
1960 – 1969 ·
1970 – 1979 ·
1980 – 1989 ·
1990 – 1999 ·
2000 – 2009 ·
2010 – 2019 ·
2020 − 2029
EK's: 1964 · 
1980 · 
1984 · 
1988 · 
1996 · 
2000 · 
2004 · 
2008 · 
2012 · 
2016 · 
2020 · 
2024
WK's: 1934 · 
1950 · 
1962 · 
1966 · 
1978 · 
1982 · 
1986 · 
1990 · 
1994 · 
1998 · 
2002 · 
2006 · 
2010 · 
2014 · 
2018 · 
2022
OS: 1920 ·
1924 · 
1928 · 
1968 · 
1976 · 
1980 · 
1992 · 
1996 · 
2000 · 
2012 ·
2020
1920 · 
1921 · 
1922 · 
1923 · 
1924 · 
1925 · 
1926 · 
1927 · 
1928 · 
1929 · 
1930 · 
1931 · 
1932 · 
1933 · 
1934 · 
1935 · 
1936 · 
1937 · 1939 · 1940 · 
1941 · 
1942 · 
1943 · 1944 · 
1945 · 
1946 · 
1947 · 
1948 · 
1949 · 
1950 · 
1952 · 
1952 · 
1953 · 
1954 · 
1955 · 
1956 · 
1957 · 
1958 · 
1959 · 
1960 · 
1961 · 
1962 · 
1963 · 
1964 · 
1965 · 
1966 · 
1967 · 
1968 · 
1969 · 
1970 · 
1971 · 
1972 · 
1973 · 
1974 · 
1975 · 
1976 · 
1977 · 
1978 · 
1979 · 
1980 · 
1981 · 
1982 · 
1983 · 
1984 · 
1985 · 
1986 · 
1987 · 
1988 · 
1989 · 
1990 · 
1991 · 
1992 · 
1993 · 
1994 · 
1995 · 
1996 · 
1997 · 
1998 · 
1999 · 
2000 · 
2001 · 
2002 · 
2003 · 
2004 · 
2005 · 
2006 · 
2007 · 
2008 · 
2009 · 
2010 · 
2011 · 
2012 · 
2013 ·
2014 ·
2015 ·
2016 ·
2017 ·
2018 ·
2019 ·
2020 ·
2021 ·
2022
Albanië ·
Algerije ·
Andorra ·
Argentinië ·
Armenië ·
Australië ·
Azerbeidzjan ·
België ·
Bolivia ·
Bosnië en Herzegovina ·
Brazilië ·
Bulgarije ·
Canada ·
Chili ·
China ·
Colombia ·
Costa Rica ·
Cyprus ·
DDR ·
Denemarken ·
Duitsland ·
Ecuador ·
Egypte ·
El Salvador ·
Engeland ·
Estland ·
Equatoriaal-Guinea · 
Faeröer ·
Finland ·
Frankrijk ·
GOS ·
Georgië ·
Griekenland ·
Haïti ·
Honduras ·
Hongarije ·
Ierland ·
IJsland ·
Irak ·
Iran ·
Israël ·
Italië ·
Ivoorkust ·
Japan ·
Joegoslavië ·
Jordanië ·
Kosovo ·
Kroatië ·
Letland ·
Liechtenstein ·
Litouwen ·
Luxemburg ·
Malta ·
Marokko ·
Mexico ·
Nederland ·
Nieuw-Zeeland ·
Nigeria ·
Noord-Ierland ·
Noord-Macedonië ·
Noorwegen ·
Oekraïne ·
Oostenrijk ·
Panama ·
Paraguay ·
Peru ·
Polen ·
Portugal ·
Puerto Rico ·
Roemenië ·
Rusland ·
San Marino ·
Saoedi-Arabië ·
Schotland ·
Servië ·
Servië en Montenegro ·
Slovenië ·
Slowakije ·
Sovjet-Unie ·
Tahiti ·
Tsjechië ·
Tsjecho-Slowakije ·
Tunesië ·
Turkije ·
Uruguay ·
Venezuela ·
Verenigde Staten ·
Wales ·
Wit-Rusland ·
Zuid-Afrika ·
Zuid-Korea ·
Zweden ·
Zwitserland
Australië (2014) ·
Brazilië (2013) ·
Chili (2010) ·
Chili (2014) ·
Costa Rica (2022) ·
Duitsland (2008) ·
Duitsland (2022) ·
Engeland (1982) ·
Engeland (2024) ·
Frankrijk (1984) ·
Frankrijk (2006) ·
Frankrijk (2012) ·
Frankrijk (2021) ·
Griekenland (2008) ·
Honduras (2010) ·
Ierland (2012) ·
Iran (2018) ·
Italië (2008) ·
Italië (2012, 1) ·
Italië (2012, 2) ·
Italië (2016) ·
Italië (2021) ·
Japan (2022) ·
Kroatië (2012) ·
Kroatië (2021) ·
Marokko (2018) ·
Marokko (2022) ·
Nederland (2010) ·
Nederland (2014) ·
Oekraïne (2006) ·
Paraguay (2002) ·
Polen (2021) ·
Portugal (2012) ·
Portugal (2018) ·
Rusland (2008, 1) ·
Rusland (2008, 2) ·
Rusland (2018) ·
Saoedi-Arabië (2006) ·
Slovenië (2002) ·
Slowakije (2021) ·
Sovjet-Unie (1964) ·
Tsjechië (2016) ·
Tunesië (2006) ·
Turkije (2016) ·
West-Duitsland (1982) ·
Zuid-Afrika (2002) ·
Zweden (2008) ·
Zweden (2021) ·
Zwitserland (2010) ·
Zwitserland (2021)
1 De Gea ·
2 Azpilicueta ·
3 D. Llorente ·
4 Torres ·
5 Busquets  ·
6 M. Llorente ·
7 Morata ·
8 Koke ·
9 Moreno ·
10 Thiago ·
11 Torres ·
12 García ·
13 Sánchez ·
14 Gayà ·
16 Rodri ·
17 Ruiz ·
18 Alba ·
19 Olmo ·
20 Traoré ·
21 Oyarzabal ·
22 Sarabia ·
23 Simón ·
24 Laporte ·
26 Pedri ·
Coach: Enrique